# مؤسسة الدراسات الإيرانية
مؤسسة الدراسات الإيرانية (FIS) هي مؤسسة أمريكية غير ربحية مكرسة لتثقيف الجمهور حول بلاد فارس وإيران الحديثة. قامت الأميرة أشرف بهلوي، شقيقة الشاه محمد رضا بهلوي، بتمويل تأسيس مؤسسة الدراسات الإيرانية في عام 1981، بعد الثورة الإيرانية مباشرة في محاولة لإعادة إيران للمعسكر الغربي العلماني، من خلال القوى الناعمة.  وبالتالي، ركزت المؤسسة بشكل خاص على الحفاظ على التاريخ والثقافة قبل الثورة. ومنذ عام 1982 م، استضافت برنامجًا للتاريخ الشفوي.
كانت المؤسسة تقع في الأصل في واشنطن العاصمة، وانتقلت لاحقًا إلى ماريلاند. تتمثل المهمة في الحفاظ على التراث الثقافي الفارسي/الإيراني ودراسته ونقله؛ ودراسة القضايا المعاصرة داخل الحكومة والمجتمع الإيراني؛ والإشارة إلى الاتجاهات الاجتماعية والاقتصادية والسياسية والعسكرية المحتملة التي قد تتخذها إيران في القرن الحادي والعشرين. تلقت المؤسسة دعمًا ماليًا من الأميرة أشرف بهلوي. وقد نظمت العديد من الفعاليات الثقافية الفارسية بالتعاون مع الجامعات الأمريكية والمتاحف والمؤسسات الأكاديمية في الولايات المتحدة، ومن بين الشركاء البارزين جامعة جورج تاون والمتحف الوطني للفنون الآسيوية وجمعية الدراسات الإيرانية ومتحف المحيط الهادئ وجمعية دراسات الشرق الأوسط وغيرها.

## مشروع التاريخ الشفوي
في أوائل ثمانينيات القرن العشرين، أطلقت مؤسسة الدراسات الإيرانية مشروعها للتاريخ الشفوي للحفاظ على ذكريات ومعلومات الفنانين والسياسيين والدبلوماسيين الفرس ما قبل الثورة، إلخ. وقد أدار هذا المشروع غلام رضا أفخمي.
مديرة المؤسسة هي مهناز أفخمي، التي شغلت سابقًا منصب وزيرة شؤون المرأة في إيران قبل الثورة الإيرانية.

## إيران نامه
من عام 1982 حتى عام 2016 م، نشرت مؤسسة الدراسات الإيرانية مجلة إيران نامه باللغة الفارسية، والتي حررها جلال ماتيني.
نشرت المؤسسة أيضًا أكثر من عشرين كتابًا باللغتين الإنجليزية والفارسية. كما منحت جائزة لأفضل أطروحات الدكتوراه في الثقافة والفنون الفارسية/الإيرانية.

## طالع أيضًا
- الدراسات الإيرانية
- مؤسسة علم الآثار الإيرانية[الإنجليزية]